# Jihadi John
Mohammed Emwazi (* 17. August 1988 in al-Dschahra, Kuwait, als Muhammad Jassim Abulkarim Olayan al-Dhafri; arabisch محمد جاسم عبد الكريم عليان الظفيري, DMG Muḥammad Ǧāsim ʿAbd al-Karīm ʿAlyān aẓ-Ẓafīrī; † 12. November 2015 in ar-Raqqa), Kampfname Abu Abdullah al-Britani, war ein kuwaitisch-britischer islamistischer Terrorist der Terrororganisation Islamischer Staat (IS). Er war in verschiedenen im Internet verbreiteten Videos an der Hinrichtung von Geiseln des IS beteiligt und wurde in diesem Zusammenhang als Jihadi John bekannt. Der Spitzname wurde ihm von der britischen Presse verliehen. Emwazi zählte zu einer Gruppe von vier Terroristen, die aufgrund ihrer britischen Herkunft als „die Beatles“ bezeichnet wurden, in Anlehnung an die britische Popband The Beatles.

## Leben

### Leben in London
Emwazi wurde 1988 in Kuwait geboren, seine Eltern zählten zu der sozialen Gruppe der Bidun. Mit sechs Jahren kam er nach Großbritannien und wuchs in Londoner Stadtteil West End auf. Er war Absolvent des Studiengangs Informatik an der University of Westminster. Der Security Service versuchte Emwazi nach seinem Abschluss als Informant für den Geheimdienst anzuwerben; als er sich weigerte, erteilte man ihm Ausreiseverbot. Er flog daraufhin ins Ausland, ohne seiner Familie Bescheid zu geben. Im Jahr 2012 reiste er nach Syrien.

### Morde
Zu den mutmaßlich von ihm getöteten Personen zählen James Foley, Steven Sotloff, David Haines, Alan Henning, Peter Kassig, Haruna Yukawa und Kenji Goto Jogo. In den Videos wird meist gezeigt, wie der vermummte Täter mit der Enthauptung der Opfer beginnt. Die Tat selbst ist in der Regel nicht zu sehen, danach wird jedoch der enthauptete Leichnam eingeblendet. Die Videos lassen daher offen, ob die Opfer während der Aufnahme oder im Anschluss getötet wurden und ob eine andere Person die Enthauptung vollzogen hat. Einige Forensiker hielten die dargestellten Hinrichtungen für inszeniert, die Bilder der Toten jedoch für echt.
Ein IS-Deserteur gab Mitte März 2015 an, dass mit den Opfern zum Schein schon vorher zahlreiche Videos gedreht wurden, in denen ihnen nichts passierte. Dies soll ihnen auch kurz vor der tatsächlichen Exekution versichert worden sein, so dass sie ihren bevorstehenden Tod nicht erahnten und bei den Aufnahmen gefasst wirkten. Der Zeuge behauptete, dass Jihadi John die Hinrichtungen persönlich durchgeführt habe. Ehemalige Gefangene des IS berichteten zudem von Folter, Psychoterror und Scheinexekutionen während der Geiselhaft.

### Identifizierung
Britische Journalisten vermuteten aufgrund seines Akzents und Soziolekts (Multicultural London English), dass „Jihadi John“ aus Großbritannien stamme. Der MI5 und das FBI kannten die mutmaßliche Identität seit September 2014. Ende Februar 2015 berichteten Medien, nach den Erkenntnissen westlicher Geheimdienste handele es sich um den britischen Staatsbürger Mohammed Emwazi. Der Vater Emwazis zweifelte die Angaben der Geheimdienste an. Da jedoch einige Familienmitglieder nach Emwazis Enttarnung Morddrohungen erhalten haben sollen, soll er sich bei diesen angeblich für die „Unannehmlichkeiten“ entschuldigt haben.
Im August 2015 tauchte ein weiteres Video auf, das Jihadi John unmaskiert zeigen soll. Darin kündigt er an, nach Großbritannien zurückkehren und dort „weiter Köpfe abschneiden“ zu wollen. Quelle ist die britische Boulevardzeitung Daily Mail, die sich bei der Identifikation auf einen namentlich nicht genannten Experten für Gesichtserkennung beruft.

### Tod
Am 12. November 2015 wurde nahe Ar-Raqqa in Syrien ein Fahrzeug, in dem sich Emwazi befand, durch eine von einer „Reaper“-Drohne abgefeuerten Hellfire-Rakete zerstört. Das Pentagon teilte dies am folgenden Tag mit. Laut Angaben des US-Militärs war die Wahrscheinlichkeit sehr hoch, dass Emwazi unter den Insassen war, die bei diesem Angriff getötet wurden.
Sein Tod wurde am 19. Januar 2016 in einem Artikel des vom IS herausgegebenen Magazins Dabiq bestätigt. Die dort gemachten Angaben zu den Umständen seines Todes decken sich mit denen des US-Militärs.